# Fatalità (film 1940)
Fatalità (21 Days) è un film del 1940 diretto da Basil Dean. Basato sul dramma The First and the Last di John Galsworthy, il film ha come protagonisti Vivien Leigh, Laurence Olivier e Leslie Banks. Il film fu prodotto nel 1937 dalla London Film Productions di Alexander Korda, che ne rimandò la distribuzione per due anni a causa del coinvolgimento di Leigh nel casting di Via col vento. La pellicola venne infine distribuita nel Regno Unito dalla Columbia Pictures il 7 gennaio 1940. In Italia Fatalità è stato trasmesso in TV anche col titolo Tre settimane di paura, mentre per il mercato statunitense fu ribattezzato 21 Days Together.

## Trama
Larry Durrant è la pecora nera della sua famiglia. Innamorato della bellissima Wanda, una donna sposata che è stata abbandonata dal marito, un giorno incontra, nell'appartamento dell'amante, Wallen, il marito ricomparso all'improvviso. L'uomo minaccia Wanda e Larry, per difenderla, lo uccide. Dopo aver nascosto il cadavere, il giovane si reca dal fratello Keith, un brillante avvocato, per chiedergli consiglio. Keith, anche per non rovinarsi la sua brillante carriera, supplica il fratello di lasciare il paese. Ma Larry rifiuta quel suggerimento e ritorna nel vicolo dove ha lasciato il morto. Vi incontra John Evan, un sacerdote spretato. Evan, che ha raccolto i guanti insanguinati di Larry, viene poi arrestato per l'omicidio di Wallen. Larry, intenzionato a confessare il delitto, decide di passare gli ultimi giorni prima del processo insieme a Wanda che finalmente ha potuto sposare. Quelle ultime tre settimane insieme varranno per tutta una vita: ma Evan, in tribunale, viene condannato a morte. Keith chiede al fratello di restare in silenzio e di lasciare che l'innocente Evan vada al patibolo. Ma Larry adesso è pronto a recarsi dalla polizia. Verrà fermato da Wanda che giunge con la notizia che Evan, mentre veniva condotto in carcere, è morto a causa di un infarto.

## Produzione
Il produttore Alexander Korda voleva che Fatalità fosse un veicolo per Vivien Leigh, ma la sua costante interferenza causò grandi problemi sul set; egli riorganizzò la tabella di marcia e aggiunse una sequenza. Il regista Basil Dean non vide mai un montaggio preliminare o il prodotto finito. Le riprese si tennero nel 1937 ai Denham Film Studios, nel Buckinghamshire.

## Distribuzione

### Data di uscita
Le date di uscita internazionali sono state:
- 7 gennaio 1940 nel Regno Unito
- 29 aprile negli Stati Uniti d'America (21 Days Together)
- 5 settembre in Messico (Tres semanas juntos)
- 23 aprile 1941 in Italia
- 18 febbraio 1942 in Spagna
- 6 aprile in Svezia (Mannen och hans samvete)
- 24 novembre in Portogallo (21 Dias)

### Edizioni home video

#### DVD
Il film è stato distribuito in DVD nel Regno Unito il 7 maggio 2012 dalla Strawberry Media.